# Murder Horny
"Murder Horny" es el quinto episodio de la serie de televisión estadounidense de drama criminal y misterio Dexter: Resurrección, secuela de Dexter y Dexter: New Blood. El episodio fue escrito por los coproductores ejecutivos Katrina Mathewson y Tanner Bean, y dirigido por el productor ejecutivo Marcos Siega. Se estrenó en Paramount+ with Showtime el 1 de agosto de 2025 y se emitió en Showtime dos días después.
La serie se ambienta tras los sucesos de Dexter: New Blood y sigue a Dexter Morgan, quien se ha recuperado milagrosamente de su herida de bala casi mortal. Tras descubrir que su hijo Harrison ahora trabaja como botones de un hotel en Nueva York, emprende su búsqueda. Durante este episodio, su viejo amigo Angel Batista regresa para hablar con Dexter sobre asuntos pendientes. En el episodio, Dexter intenta reconectar con Harrison, a la vez que se acerca a Mia. 
El episodio recibió excelentes críticas, con elogios a las escenas entre Dexter y Harrison, y a la relación entre Dexter y Mia.

## Argumento
Dexter Morgan impide que Harrison entre en la sede de la de Policía de Nueva York, lo que lo deja en shock. Lo lleva a su apartamento y lo consuela por la muerte de Ryan. Sin embargo, Harrison aún está conmocionado por la aparición de Dexter, quien le informa que Ángel Batista lo persigue, aunque también se da cuenta de que mintió al decir que estaba muerto. Rechaza los intentos de Dexter de reconectarse y sale del apartamento, concertando una cita con Claudette esa misma tarde. Aunque admite su culpa por el estado de Shauna, se marcha furioso al descubrir que aún se le considera sospechoso.
Con la esperanza de encontrar consuelo, Dexter invita a Mia a jugar a los bolos con él. Después, Mia sorprende a Dexter al sugerir que deberían colaborar en un nuevo asesinato. Harry Morgan le advierte a Dexter que no le revele su verdadera identidad a Mia, ya que cree que ella tiene un Código como él. Cuando se encuentran en un restaurante, Dexter admite que en realidad creció en Miami, pero no revela mucho más. Acepta colaborar en un asesinato, pero se sorprende cuando Mia sugiere que cualquier conductor puede trabajar, incluso si no es un depredador sexual. Mia revela que, si bien empezó así, no le gusta la etiqueta de "Lady Vengeance", y que ataca a cualquiera cuando siente el impulso de matar.
Dexter no puede llevar a cabo el asesinato planeado, lo que provoca que una frustrada Mia se marche. Va a un bar donde seduce a un hombre, emborrachándolo para llevarlo a su apartamento. Sin saberlo, Dexter observa el suceso desde lejos y llama a la policía para denunciarlo cuando Mia deja inconsciente al hombre. Antes de que pueda empezar a torturarlo, la policía de Nueva York llega al lugar y la arresta. La policía encuentra pruebas de sus otras víctimas en su apartamento, así como el reloj de Ryan, que Dexter colocó para desviar las sospechas de Harrison. Prater se entera del arresto y asigna a Charley la gestión de la situación, a pesar de la dificultad de acceder a la ubicación de Mia. Batista, quien investiga a Dexter, también está conmocionado por la noticia.
Tras ver el informe, Harrison visita a Dexter, quien confirma que se hizo cargo de la situación. Dexter explica que le costó mantener una vida normal con Rita Bennett y Harrison, y cómo no logró proteger a Rita de la muerte mientras perseguía a Arthur Mitchell. Dice que ve bondad y humanidad en Harrison, lo que lo impulsa a seguir buscando algo bueno en el mundo. Promete no intentar jamás moldearlo como él, reconciliando su relación. En prisión, Charley visita a Mia y le dice que Prater se asegurará de que su estancia sea cómoda y breve.

## Producción

### Desarrollo
En mayo de 2025, se reveló que el título del episodio sería "Murder Horny". El episodio fue escrito por los coproductores ejecutivos Katrina Mathewson y Tanner Bean, y dirigido por el productor ejecutivo Marcos Siega. Esto marcó el primer crédito como guionista para Mathewson, el primer crédito como guionista para Bean y el tercer crédito como director para Siega.
El título original del episodio era "Push Me, Pull Me", pero se cambió a "Murder Horny" por sugerencia de Scott Reynolds durante el rodaje. El nombre proviene de una frase que dice Mia, interpretada por Krysten Ritter.

### Guion
Después del episodio, el personaje de Ritter fue comparado con la Lila West de Jaime Murray, de la segunda temporada de Dexter, siendo ambas "mujeres homicidas con las que Dexter forma un vínculo romántico inmediato".

### Música
El episodio presenta las canciones "High Speed Charger" de Orange 9mm, "Beggin" de Måneskin, "Heads Will Roll" de Yeah Yeah Yeahs, "All That We Perceive" de Thievery Corporation, "Pussy Liquor" de Rob Zombie, "Desire" de Meg Myers y "Eat an Eraser" de Princess Goes. La canción "Eat an Eraser" que aparece en los créditos finales, es un remix realizado por la banda de Michael C. Hall.

## Recepción
"Murder Horny" recibió elogios de la crítica. Louis Peitzman de Vulture le dio al episodio una calificación de 4 estrellas sobre 5 y escribió: "Aunque me preocupaba volver a la mediocridad después de la excepcional entrega de la semana pasada, Resurrección ha logrado mantener el impulso. Aunque "Murder Horny" (menudo título) no alcanza los niveles de la cena de asesinos en serie, nos da mucho que celebrar".
Shawn Van Horn de Collider le dio al episodio una calificación de 8 sobre 10 y escribió: "Charley finalmente puede reunirse con Mia haciéndose pasar por abogado, donde le dice a Lady Vengeance que su tiempo en la cárcel será lo más corto posible. ¿Matará a Mia o la ayudará a salir?" Matthew Wilkinson de Game Rant escribió: "Fue otro episodio intenso de la serie, que sigue mejorando. Hay una historia clara y de ritmo lento que se desarrolla aquí, pero ver algunas de las relaciones clave de Dexter desarrolladas con más detalle ha ayudado a avanzar positivamente la trama general de Dexter: Resurrección. Mads Misasi, de Telltale TV, le dio al episodio una calificación de 4.5 sobre 5 estrellas y escribió: "Lo mejor de esta serie hasta ahora es que aún no estamos completamente seguros de cuál será el resultado final. Sin embargo, después de ver este episodio, una cosa está clarísima: Dexter: Resurrección está tomando forma como un buen vino. Dale tiempo para que se desarrolle y la recompensa valdrá la pena".
Greg MacArthur de Screen Rant escribió: "Aunque el episodio 5 de Resurrection no alcanzó los máximos del episodio 10/10 de la semana pasada, aun así fue una entrega sólida en la serie que mantuvo fuerte el impulso positivo. Si bien algunas series de 10 episodios se han quedado cortas y se han vuelto débiles en sus episodios de mitad de temporada, Dexter: Resurrección sigue tirando fuerte y mantiene a los fanáticos entusiasmados con lo que viene a continuación.